# Ivo Bárek
Ivo Bárek (* 26. března 1962 Vyškov) je český politik, v letech 2002 až 2020 senátor za obvod č. 57 – Vyškov, v letech 2014 až 2018 místopředseda Senátu, člen ČSSD.

## Vzdělání, profese a rodina
V letech 1980–1984 vystudoval Stavební fakultu VUT v Brně. Poté si doplnil vzdělání týkající se výchovně vzdělávací činnosti na školách a školských zařízeních na Univerzitě Palackého v Olomouci.
Po studiu nastoupil v Rousínově do podniku UP závody, poté v letech 1987 až 1992 učil na SOU v Račicích, z toho byl mezi roky 1992 a 1993 pověření jeho řízením. V letech 1993 až 1999 byl ředitelem a místopředsedou přestavenstva firmy Respono, a. s. V roce 1999 byl vládou jmenován přednostou Okresního úřadu ve Vyškově, kde setrval až do svého zvolení senátorem v roce 2002.
S manželkou Lenkou má dceru Ivetu a syna Petra.

## Politická kariéra
Od roku 2010 je členem ČSSD, do té doby byl nestraníkem. V roce 1998 byl v komunálních volbách zvolen do zastupitelstva města Vyškov, kde působil do prosince 1999. Poté byl opětovně zvolen na kandidátce ČSSD ve volbách 2002 a 2006. Také v komunálních volbách v roce 2014 obhájil post městského zastupitele, dále působil jako radní města. Na funkci radního rezignoval v prosinci 2016. Ve volbách v roce 2018 opět obhájil post zastupitele města Vyškov.
V roce 2002 se stal členem Senátu PČR zvoleným na kandidátce ČSSD, když jej v prvním kole porazil křesťanský demokrat František Adamec v poměru 29,65 % ku 22,29 % hlasů. Ve druhém kole dokázal Bárek poměr sil zvrátit a vyhrál se ziskem 51,60 % všech platných hlasů. V letech 2004 až 2006 pracoval v horní komoře jako místopředseda Výboru pro hospodářství, zemědělství a dopravu. Od roku 2006 je předsedou Výboru pro územní rozvoj, veřejnou správu a životní prostředí, kterým zůstal i po znovuzvolení ve volbách roku 2008. Od roku 2006 je i jako zástupce Senátu členem Řídícího výboru Operačního programu Životní prostředí a člen Rady SFŽP.
Ve volbách do Senátu PČR v roce 2014 obhajoval za ČSSD mandát senátora v obvodu č. 57 – Vyškov. Se ziskem 33,72 % hlasů vyhrál první kolo a postoupil tak do kola druhého. V něm poměrem hlasů 53,22 % : 46,77 % porazil lidovce Romana Celého a zůstal tedy senátorem. Dne 19. listopadu 2014 byl zvolen místopředsedou Senátu, když získal 73 hlasů ze 79 možných hlasů.
Podle týdeníku Dotyk Ivo Bárek v květnu 2015 naléhal na ředitele České inspekce životního prostředí Erika Geusse, aby inspektoři přestali prošetřovat spalovnu firmy Ekotermex, pro kterou přitom Bárek 10 let pracoval.
Po volbách do Senátu PČR v roce 2016 obhájil křeslo místopředsedy Senátu PČR, když dne 16. listopadu 2016 obdržel 75 hlasů od 78 přítomných senátorů. Post zastával do listopadu 2018.
Ve volbách do Senátu PČR v roce 2020 obhajoval za ČSSD v obvodu č. 57 – Vyškov mandát senátora. Se ziskem 22,17 % hlasů skončil na třetím místě a nepostoupil ani do druhého kola. Mandát senátora tak neobhájil.